# کنگخار (بوتان)
کنگخار (به لاتین: Kengkhar) یک منطقهٔ مسکونی در بوتان (کشور) است که در Mongar District واقع شده‌است.